# Pizza (linguagem de programação)
Pizza é um pacote open-source da linguagem de programação Java com as seguintes novas características:
- Programação genérica
- Apontador de função
- Tipos de dados algébricos[1]

## História
Em Agosto de 2001, os desenvolvedores criaram um compilador que poderia ser executado em um ambiente Java, porém, em alguns casos aconteciam problemas. O desenvolvimento da linguagem Pizza parou em 2002. Quando seus desenvolvedores se concentraram no Projeto GJ

## Exemplo
```
public
 
final
 
class
 
Main
 
{

  
public
 
int
 
main
(
String
 
args
[]
)
 
{

    
System
.
out
.
println
(

      
new
 
Lines
(
new
 
DataInputStream
(
System
.
in
))

        
.
takeWhile
(
nonEmpty
)

        
.
map
(
fun
(
String
 
s
)
 
->
 
int
 
{
 
return
 
Integer
.
parseInt
(
s
);
 
})

        
.
reduceLeft
(
0
,
 
fun
(
int
 
x
,
 
int
 
y
)
 
->
 
int
 
{
 
return
 
x
 
+
 
y
;
 
}));

  
}

}

```